# Maja Wolska
Maja Wolska (ur. 1996) – polska aktorka.

## Życiorys
Na ekranie zadebiutowała w 2018 roku w filmie pt. Ułaskawienie. W latach 2018–2019 grała Julkę Kwiecińską w serialu TVN pt. Pod powierzchnią. 
Uzyskała nominację do Nagrody im. Jana Machulskiego w kategorii „Najlepsza aktorka” za rolę Ewy w filmie krótkometrażowym pt. Gęś (2021).
W 2022 roku odgrywała pierwszoplanową rolę Izabeli Kłosek „Lolity” w serialu TVN Bunt! oraz główną rolę Dianki Perkowskiej w serialu Netfliksa pt. Pewnego razu na krajowej jedynce.
Wystąpiła w drugoplanowej roli Belli w międzynarodowym serialu Tatuażysta z Auschwitz platformy SkyShowtime.

## Filmografia
- 2018: Ułaskawienie – siostra zakonna
- 2018–2019: Pod powierzchnią – Julka Kwiecińska
- 2020: Zenek – Basia, koleżanka Danki
- 2021: Wesele – Chaja
- 2021: The Office PL – recepcjonistka (odc. 12)
- 2021: Dawid i elfy – kobieta z telefonem
- 2021: Gęś – Ewa
- 2021: Republika dzieci – dziennikarka radiowa
- 2022: Gry rodzinne – dziewczyna (odc. 5)
- 2022: Bunt! – Izabela Kłosek „Lolita”
- 2022: Krakowskie potwory – duch ofiary wypadku
- 2022: Pewnego razu na krajowej jedynce – Dianka Perkowska
- 2022: Erynie – Wanda Pasławska, siostra Fryderyka (odc. 12)
- 2023: Na dobre i na złe – Małgosia (odc. 893)
- 2023: Pokolenie Ikea – dziewczyna z księgarni
- od 2023: Na Wspólnej – Brygida Miałczycka
- 2024: Tatuażysta z Auschwitz – Bella
- 2024: Innego końca nie będzie – stażystka w studio
- 2024: Szadź 4 – pacjentka szpitala psychiatrycznego
- 2025: Zegar – Gouda
- 2025: Dom dobry sen zły – Joanna